# 科學史博物館 (牛津)
科學史博物館（History of Science Museum）是英國英格蘭牛津的一座博物館，位於寬街。博物館設立於1683年，是世界現存歷史最古老的特設博物館。2018年，博物館改為現名。

## 外部連結
- History of Science Museum website （页面存档备份，存于）